# Волинська тривога 1789
«Волинська тривога» 1789 — події, що пов'язані із загостренням соціальних і національно-релігійних суперечностей на Правобережній Україні. Центральна і місцева польська влада, що була налякана чутками про можливість великого селянського повстання (цьому сприяв розголос про вбивство кріпаками села Невірків (нині Корецького району Рівненської області) родини поміщика Вилежинського), вжила низку заходів репресивного характеру. Вся влада на Правобережжі передавалася так званим порядковим комісіям. За постановою сейму в край вводилися додаткові військові частини (3 тис. осіб), а також була ухвалена спеціальна постанова, яка регулювала перебування тут російських купців і православних священиків. Десятки представників православних духовенства, селян і міщан було знищено, сотні (в тому числі переяславського єпископа Віктора Садковського) заарештовано. «Волинська тривога» істотно вплинула на поширення антипольських настроїв у Білорусі та Східній Галичині, спричинила загострення стосунків між Річчю Посполитою і Російською імперією, засвідчила наростання загальної політичної кризи, в якій перебувала Польща наприкінці 18 ст.

## Невірківська різня
Вбивство поміщика Ігнатія Вележинського в селі Невірків вважають початком Волинської тривоги. Попередньо підготувавшись, у ніч з 30 на 31 березня кріпаки Самуїл Ракович і Семен Римарчук увірвалися в спальню Вележинських, вбили шляхтича та його дружину і, щоб відвести від себе підозри, вбили п'ять жінок з прислуги. На їхньому одязі були виявлені криваві плями, тож наступного ранку їх заарештували. Суддя провів слідство, проаналізував деталі злочину і засудив до страти.
Хоча суддя згодом з'ясував, що вбивці не мали спільників, проте декілька чоловіків з прислуги засудили до фізичного покарання та довічної служби в солдатах. Їх звинуватили у недбальстві та сонливості.
Після Невірківського вбивства чутки про нього розійшлась дуже швидко.
Панічний страх охопив значну частину шляхти, особливо на Волині. Багато хто шукав прихистку в укріплених замках, перевозячи туди свої сім'ї і цінні надбання. Інші тікали у Польщу чи в Австрію, розповсюджуючи по дорозі тривожні чутки. Під впливом паніки склалася ціла легенда про бунти. Стверджували, що останнім часом кордон перетнули понад дві тисячі возів із зброєю — рушницями, кулями, порохом і ножами; що маркітанти передали гроші і зброю священикам, у яких зупинялися, а ті налаштували селян на бунти проти шляхти та євреїв на Волині; що загальне постання має відбутися в ніч перед Пасхою.

## Сеймові рішення для стабілізації суспільного життя
16 квітня 1789 р. на першому засіданні сейму були прочитані листи і повідомлення про селянські бунти. Але з'ясувалося, що в них не було ніяких точних фактичних даних, а лише припущення, зроблені на основі селянських погроз. Тим не менше, сейм під тиском суспільної думки видав 18 квітня постанову «Про забезпечення суспільного спокою». Вона передбачала:
1) наявність паспортів від скарбничої комісії або від найближчих судів у купців, які торгували в межах Речі Посполитої; у разі відсутності таких паспортів у пилипонів, торговців, а також монахів і священиків — виїзд протягом двох тижнів за межі Речі Посполитої; після завершення цього строку ослушники будуть заарештовані;
2) складання присяги на вірність королю усім православним духовенством, яке проживає на території Речі Посполитої, та заборона згадувати у молитвах іноземних монархів; у разі відмови складати присягу, священики втратять свої місця і будуть вислані за межі держави.
Після цієї постанови скарбнича комісія наказала всім митним чиновникам не пропускати через кордон людей, котрі не мають паспорта, а товари купців, які мають паспорти, ретельно перевіряти на кордоні, щоб не допустити ввезення зброї.
Сейм надав право місцевим комісіям викликати за потребою військові формування та рекомендував здійснювати коротко-строкові заходи для «заспокоєння» селян.
Одночасно від імені сейму видано універсал до всіх мешканців краю. Він закликав кожного, хто дізнається що-небудь про змову, зразу ж повідомити про це шляхтичу, обіцяючи таким учасникам змови помилування та нагороди, у разі, якщо вони повідомлять про змову раніше, ніж будуть заарештовані. В Універсалі йшлося: «Всякий хлоп повинен підкорятися своєму пану, це правило освячене релігією і законом… Ми надіємося, що кожен підданий намагатиметься, щоб земля, яку він обробляє важкою працею, не буле окроплена його кров'ю». Згідно Універсалу право судити підозрюваних надавалося виключно міським і земським судам.
В кінці травня сейм створив особливу комісію — Депутацію для розслідування справ осіб, звинувачених в бунті — у складі трьох сенаторів і дев'яти сеймових депутатів. Комісія мала рівні права з порядковими комісіями і міськими судами. Вона могла затримувати і допитувати обвинувачуваних у справах, пов'язаних з бунтами, збирати свідчення і кожну справу із своїм висновком направляти в сейм для прийняття остаточного рішення.

## Переслідування уніатських священиків
Безрезультатними виявилися зусилля порядкової комісії у розкритті змови серед міщан волинських міст. Комісії видався підозрілим той факт, що міщани в деяких містах складають списки та приносять присягу. Але при слідстві з'ясувалося, що польські шляхтичі мало обізнані з традиціями магдебурзького права у руських містах. Ні слідство проведене над селянами та міщанами, ні їхні допити, не дивлячись на жорстокі покарання багатьох підсудних, не дали комісії матеріалу для встановлення тієї змови, яку вона шукала. Погрози, висловлені напідпитку, періодичні факти суперечок чи непокора владі, свідчили лише про те, що суспільство ставилося недружелюбно до шляхтичів та євреїв, але ніяк не вказували на існування організованої змови. Доказів такого існування комісія вирішила добитися від духовенства. Десятки уніатських священиків були арештовані внаслідок чуток або через примху якогось шляхтича. Арештованих розмістили у в'язницях Луцька, Кременця, Дубна, Острога, Володимира і комісія взялася ретельно вивчати їхню поведінку.
В той час уніатські священики були у більшості випадків неосвічені. Уніатської семінарії чи інших навчальних закладів для навчання священиків не існувало. Від кандидата в священики вимагалось лише уміння читати книги для богослужінь і хоча б якось писати російською. Громада вакантного місця розшуковувала священика сама, потім спілкувалася з поміщиком для ухвалення його кандидатури, а затверджував його єпископ. Священиків віддавали до суду зі звинуваченнями в бунті, а члени комісій і навіть адвокати намагалися своїми порадами збити їх з пантелику. Цими обставинами вирішила скористатися Волинська порядкова комісія для того, щоб встановити надумані нею подробиці змови. Комісії потрібно було вибити зізнання хоча б від одного з підсудних, і вона з часом цього досягла.